# Евріл Гейнс
Евріл Деніка Гейнс (англ. Avril Danica Haines; нар. 29 серпня 1969, Нью-Йорк, США) — директорка Національної розвідки США (з 21 січня 2021), перша жінка в історії США на цій посаді. До того була першою жінкою–заступницею директора ЦРУ (2013—2015) і заступницею радника президента США з національної безпеки (2015—2017).

## Біографія
Народилася в родині Едріан Реппін, яка відмовилася від наукової кар'єри і стала художницею, та біохіміка Томаса Гейнса. Сім'я мешкала в Верхньому Вест-Сайді — богемному районі Нью-Йорка. Коли Евріл виповнилося 4 роки, її мати захворіла хронічною емфіземою, а пізніше — пташиним туберкульозом. На 12-річну Евріл лягли обов'язки з догляду за матір'ю, яка вже важко хворіла (померла незабаром після 16-річчя Евріл).
Навчаючись у школі, Евріл підробляла в автомайстерні. Здобувши середню освіту, вирушила до Японії, де навчалася в інституті Кодокан й отримала коричневий пояс у дзюдо. Повернувшись до США, вивчала фізику в Чиказькому університеті. На канікулах в Нью-Йорку зустріла льотного інструктора Девіда Девігі (англ. David Davighi), з яким відновила стару двомоторну Сессну і намагалася вирушити на ній до Європи, але літак зазнав обледеніння над морем Лабрадор. Посадки на воду вдалося уникнути — «Сессна» із заглохлими двигунами змогла спланувати на узбережжі Ньюфаундленду.
1992 року Гейнс закінчила Чиказький університет і оселилася з Девідом у Балтіморі, де почала підготовку для здобуття докторського ступеня з фізики в університеті Джонса Гопкінса, а чоловік почав працювати пілотом на комерційній авіалінії. Вони разом викупили на аукціоні будівлю колишнього бару з борделем на другому поверсі в проблемному передмісті, конфісковану владою після ліквідації там наркопритону, продали літак і вклали гроші в переобладнання нерухомості у кафе-книгарню, названу на згадку про матір Евріл — Adrian's Book Café. Бізнес став успішним, банк, що фінансував його розбудову, запропонував створити мережу кав'ярень, але Гейнс вирішила здобути юридичну освіту і в 1998 році вступила до школи права Джорджтаунського університету.

## Кар'єра

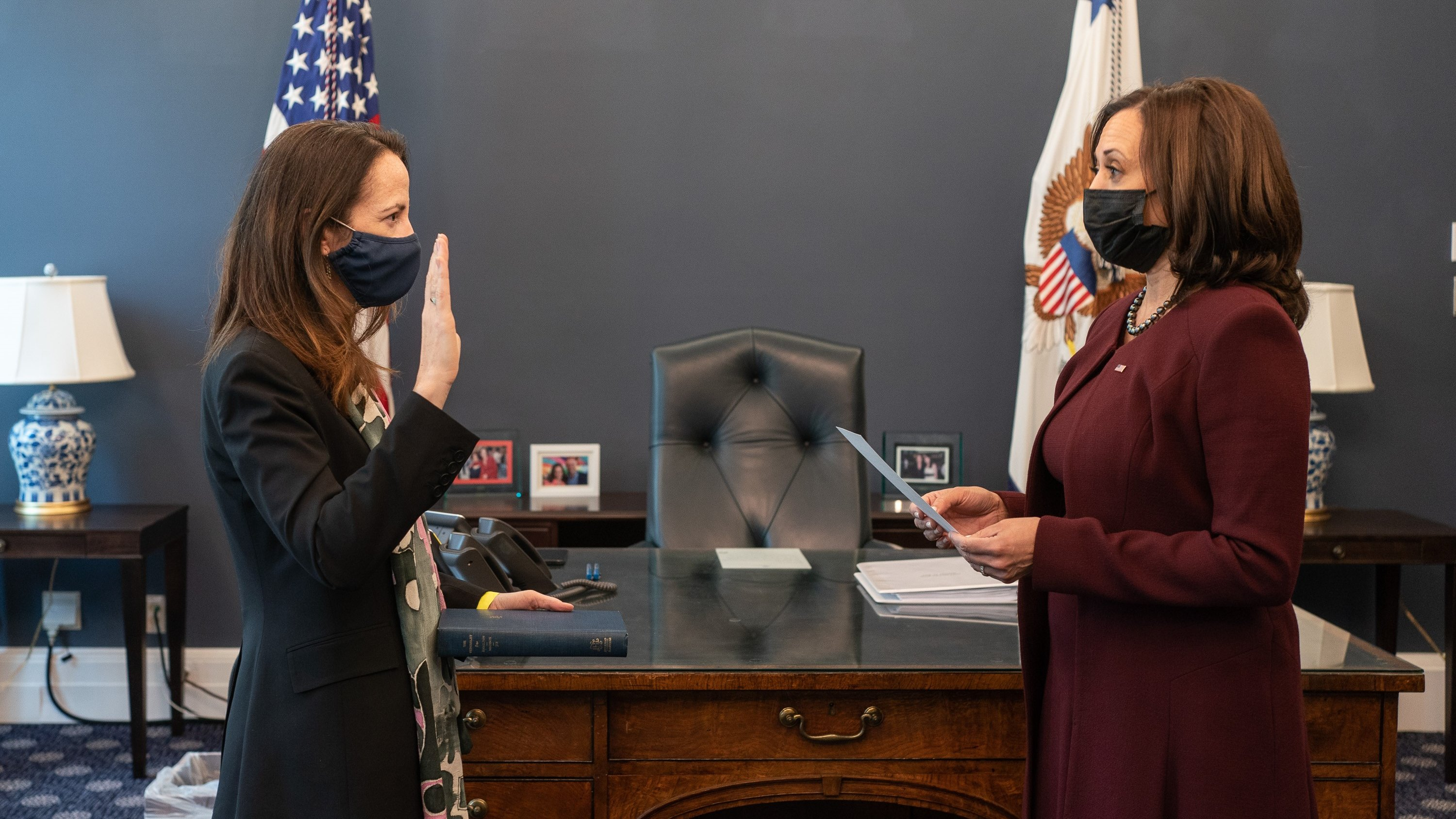
Евріл Гейнс приймає присягу як Директорка національної розвідки США

У школі права Гейнс спеціалізувалася на міжнародному праві та займалася проблемами дотримання прав людини, після університету працювала клерком в офісі судді федерального апеляційного суду, а 2003 року прийшла в офіс юрисконсульта Державного департаменту США.
З 2010 року працювала в адміністрації президента Обами помічницею радника президента, спеціалізуючись на проблемах національної безпеки, а також юрисконсульткою Ради національної безпеки. 12 червня 2013 року директор ЦРУ Бреннан офіційно оголосив про відхід Майкла Морелла 9 серпня 2013 року на відставку з посади заступника директора ЦРУ і призначив на його місце Евріл Гейнс.
У грудні 2014 року було оголошено про призначення Евріл Гейнс заступницею радника президента США з національної безпеки Сьюзан Райс. Гейнс обіймала цю посаду до закінчення повноважень адміністрації Обами 20 січня 2017 року.
Після завершення роботи у адміністрації Обами Гейнс кілька років працювала в освіті та у приватному секторі. Вона долучилася до Колумбійського університету, де була дослідницею та директоркою програми Columbia World Projects. Гейнс надавала консультаційні послуги компанії Palantir і була працівницею консалтингової компанії WestExec Advisors, яку заснували колишні посадовці адміністрації Обами. 
У 2020 році Гейнс долучилася до президентської кампанії Джо Байдена, колишнього віцепрезидента при адміністрації Обами, допомагаючи із питаннями зовнішньої політики та національної безпеки. Байден виграв президентські вибори та призначив Евріл Гейнс директоркою Національної розвідки. Гейнс була затверджена Сенатом 20 січня 2021 року і стала першою жінкою на цій посаді. На цій позиції Гейнс очолює розвідувальне співтовариство США, а також управляє та наглядає за Національною програмою розвідки США.